# Gertrudis van Helfta

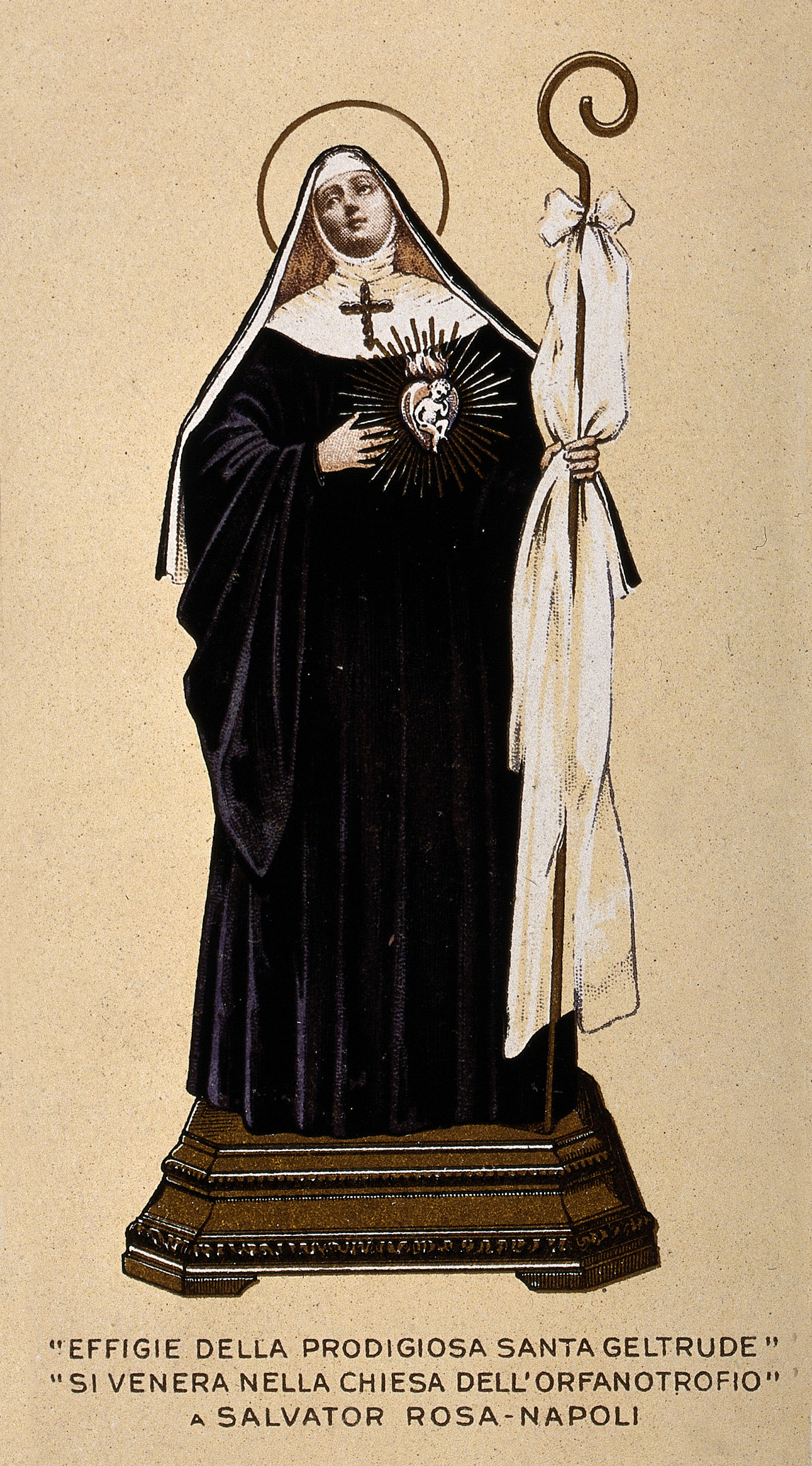

Gertrudis van Helfta of Gertrudis de Grote (1256-ca.1302) was een christelijke mystica. Zij behoort tot de kring van mysticae uit het Klooster Helfta van de cisterciënzers, zoals Machteld van Maagdenburg en Machteld van Hackeborn.

## Levensloop
Weinig is over haar leven gekend, de dingen die we weten komt uit haar eigen geschriften. Ze trad in het klooster toen ze vier jaar oud was, vermoedelijk als wees nagelaten. Machteld van Hackeborn voedde haar op en was haar grote inspirator. Uit haar eigen geschriften blijkt ook dat ze een gedegen opleiding heeft genoten in verschillende disciplines en schreef vloeiend latijn. Ze was vertrouwd met de geschriften van de kerkvaders, zoals Augustinus van Hippo en paus Gregorius I of tijdgenoten van haar, zoals Hugo van Sint-Victor, Willem van Saint-Thierry en Bernard van Clairvaux.
In 1281, op 25-jarige leeftijd, beleefde ze de eerste van een reeks visioenen, die haar hele leven doorgingen en die haar leven veranderden. Haar prioriteiten verschoven van seculiere kennis naar de studie van het Heilige Schrift en theologie. Gertrude wijdde zich sterk aan persoonlijk gebed en meditatie, en begon spirituele verhandelingen te schrijven ten behoeve van haar kloosterzusters. Gertrude werd een van de grote mystici van de 13e eeuw. Samen met haar vriendin en lerares Machteld van Hackeborn beoefende ze een spiritualiteit die 'huwelijkse mystiek' wordt genoemd, dat wil zeggen dat ze zichzelf ging zien als de bruid van Christus. 
Gertrude stierf in het klooster Helfta, nabij Eisleben, Saksen, rond 1302. Volgens een van haar biografen, Gaspar Campacci, een priester die haar levensloop reconstrueerde, was haar precieze sterfdag echter 17 november 1334. Haar feestdag wordt gevierd op 16 november, maar de exacte datum van haar dood is onbekend; de datum in november vloeit voort uit een verwarring met de abdis Gertrudis van Hackeborn. Oorspronkelijk werd 15 november vastgelegd door paus Benedictus XVI, die de voorgestelde datum, 17 november, ongepast vond omdat die al door Sint Gregorius Thaumaturgus bezet was.

## Toewijding aan het Heilig Hart
Gertrude is vooral gekend voor haar Heilig Hartverering. In een van haar boeken beschrijft ze levendige haar visioenen, waarbij het hart van Christus een verlossende fontein door de wonde aan zijn zijde uitstortte. Gertrude had ook een visioen op het feest van Johannes de Doper (24 juni). In dat visioen liet ze haar hoofd rusten bij de wonde in de zijde van de Heiland en hoorde het kloppen van het goddelijke hart. Ze vroeg Johannes of hij op de avond van het laatste avondmaal deze pulsaties had gevoeld en waarom hij er nooit over had gesproken. Johannes antwoordde dat deze openbaring was gereserveerd voor de volgende eeuwen, toen de wereld, die koud was geworden, deze nodig zou hebben om haar liefde opnieuw te doen oplaaien.

## Werken
Haar meest gekende werk is Legatus Divinæ Pietatis (verkondiger van de vroomheid). Het boek bestaat uit vijf delen. Boek 2, de kern van het werk is zeker van haar hand, ze zegt dat ze met het werk is begonnen op Witte Donderdag 1289. Boeken 3, 4 en 5 zijn geschreven door een andere of meerdere nonnen, tijdens haar leven en waarschijnlijk volledig of gedeeltelijk gedicteerd. Boek 1 is kort voor of na de dood van Gertrude geschreven, als inleiding op het werk; het is mogelijk dat het is geschreven door haar biechtvader.
De Exercitia spiritualia is een werk, die nog steeds kan worden gebruikt door iedereen die zich wil verdiepen in spiritualiteit door middel van gebed en meditatie. Het heeft betrekking tot de Christelijke thema's, zoals doop, bekering, toewijding,  het bidden en vereren van God, en de voorbereiding op de dood. 
Ook schreef ze mee aan de Revelationes Gertrudianae et Mechtildianae (de openbaringen van Machteld van Hackeborn).

## Waardering
Na haar dood lijken de werken van Gertrude vrijwel spoorloos verdwenen. Slechts vijf manuscripten van haar zijn bewaard gebleven, de oudste dateert van 1412, er zijn slechts twee van deze manuscripten compleet. Met de uitvinding van de boekdrukkunst werden de werken Gertrude herontdekt, met Latijnse, Italiaanse en Duitse uitgaven in de zestiende eeuw. Ze was populair in het zeventiende-eeuwse Frankrijk, waar haar vertrouwen in en brandende liefde voor God krachtige tegengiffen waren voor het Jansenisme.
Filippus Neri en Franciscus van Sales gebruikten haar gebeden en raadden ze aan anderen aan.
In Spanje las bisschop Diego van Tarragona, de biechtvader van koning Filips II van Spanje, de openbaringen van Gertrude luidop voor, terwijl hij op zijn sterfbed lag in het Escorial.
Haar werken waren in de zestiende eeuw ook populair bij de Ongeschoeide karmelieten. Francisco Ribera, de biechtvader van Theresia van Ávila, raadde haar aan om Gertrude als spirituele minnares en gids te nemen. Toen Spanje tijdens zijn Gouden Eeuw het hoogtepunt van de vrouwelijke mystiek kende, waarvan Gertrudes Revelaties duidelijk een voorloper waren, verscheen een biografie door de jezuïet Alonso de Andrade, waarin hij doet uitschijnen dat Theresia daadwerkelijk Gertrude als haar spirituele gids nam en hij Theresia doet doorgaan als een Spaanse reïncarnatie van Gertrude. 
Meer recentelijk was Dom Prosper Guéranger, de restaurateur van het benedictijnen orde in Frankrijk, beïnvloed door Gertrude. Zijn congregatie van Solesmes was verantwoordelijk voor het meeste werk dat in de negentiende eeuw rond Gertrude werd gedaan.
Paus Benedictus XIV gaf haar de titel "de Grote" om haar te onderscheiden van abdis Gertrude van Hackeborn en om de diepte van haar spirituele en theologische inzicht te huldigen.
1. ↑  (it) Gasparo Antonio Campacci (1748). Vita di S. Gertrude Vergine, Badessa dell' Ordine di S. Benedetto, detta, per la sua eroica Santità, la Grande, la Magna. Descritta da Gasparo Antonio Campacci, Prete, e Dottore di Sacra Teologia, e di ambe le leggi. Divisa in Due Parte. Nella Prima si narrano le sue eroiche Virtù, e azioni. Nella Seconda li divini Ammaestramenti ricevuti da Gesù Cristo suo Amatissimo Sposo. L'una, e l'altra utilissima a chi desidera fare profitto nella via dello Spirito. Parte Prima. Venice : Niccolò Pezzana.
2. ↑  [Benedict XIV] (1739). Die XV. Novembris in Festo S. Gertrudis Virginis, et Abbatissæ Ordinis S. Benedicti. Duplex. Rome ; Macerata : Giuseppe Francesco Ferri.